# Liste der Kulturdenkmäler in Hördt
In der Liste der Kulturdenkmäler in Hördt sind alle Kulturdenkmäler der rheinland-pfälzischen Ortsgemeinde Hördt aufgeführt. Grundlage ist die Denkmalliste des Landes Rheinland-Pfalz (Stand: 26. Juni 2023).

## Einzeldenkmäler
| Bezeichnung                       | Lage                                                  | Baujahr                            | Beschreibung | Bild                           |
| --------------------------------- | ----------------------------------------------------- | ---------------------------------- | --- | ------------------------------ |
| Wohnhaus                          | Grünwaldstraße 5 Lage                                 | 1830                               | eingeschossiger Fachwerkbau, bezeichnet 1830 | weitere Bilder Fotos hochladen |
| Wohnhaus                          | Grünwaldstraße 7 Lage                                 | 1762                               | Fachwerkhaus, bezeichnet 1762, rückwärtiger Teil älter | weitere Bilder Fotos hochladen |
| Wohnhaus                          | Grünwaldstraße 11 Lage                                | 1691                               | Fachwerkhaus, bezeichnet 1691, gegen Ende des 19. Jahrhunderts überformt und verputzt | weitere Bilder Fotos hochladen |
| Hofanlage                         | Hinterstraße 2 Lage                                   | 18. Jahrhundert                    | Hofanlage; Fachwerkhaus, teilweise massiv, Walmdach, 18. Jahrhundert, Fachwerk-Nebengebäude, wohl hauptsächlich aus dem 18. Jahrhundert | weitere Bilder Fotos hochladen |
| Wohnhaus                          | Hinterstraße 8 Lage                                   | zweite Hälfte des 18. Jahrhunderts | Fachwerkhaus, zweite Hälfte des 18. Jahrhunderts | Fotos hochladen                |
| Ölmühle                           | Jakob-Baumann-Weg 5 Lage                              |                                    | Ölmühle | Fotos hochladen                |
| Schul- und Feuerwehrhaus          | Kirchstraße 7 Lage                                    | 1913                               | ehemalige Schule und Feuerwehrgerätehaus; eingeschossiger Walmdachbau, Reformarchitektur, bezeichnet 1913 | Fotos hochladen                |
| Katholische Pfarrkirche St. Georg | Kirchstraße, hinter Nr. 15 Lage                       | 1750                               | Langhaus im Kern von 1750, 1850 im Rundbogenstil überformt, 1935/36 in romanisierenden Formen erweitert, Architekt Albert Boßlet, Würzburg | weitere Bilder Fotos hochladen |
| Missionskreuz                     | Kirchstraße, hinter Nr. 15 Lage                       | 1909                               | Missionskreuz, bezeichnet 1909 | Fotos hochladen                |
| Grabkreuz                         | Kirchstraße, hinter Nr. 15 Lage                       | 1797                               | Grabkreuz, grauer Sandstein, bezeichnet 1797 | Fotos hochladen                |
| Hofanlage                         | Kirchstraße 36 Lage                                   | zweite Hälfte des 18. Jahrhunderts | Hofanlage; stattliches Fachwerkhaus, Walmdach, zweite Hälfte des 18. Jahrhunderts, Fachwerkscheune, teilweise massiv, Tabakschuppen 20. Jahrhundert; kleines Kniestockgebäude, Fachwerk, 18. oder 19. Jahrhundert; Hoftor mit Mannpforte, bezeichnet 1777 | Fotos hochladen                |
| Wohnhaus                          | Rappenstraße 2 Lage                                   | 18. Jahrhundert                    | Fachwerkhaus, 18. Jahrhundert | Fotos hochladen                |
| Wohnhaus                          | Rappenstraße 5 Lage                                   | 17. Jahrhundert                    | eingeschossiges Fachwerkhaus mit Kniestock, wohl aus dem 17. Jahrhundert | Fotos hochladen                |
| Straßenbrücke                     | Schulzenstraße Lage                                   |                                    | einbogige Brücke, Stützmauern mit originalen Brüstungen und Abdeckungen | Fotos hochladen                |
| Rathaus                           | Schulzenstraße 18 Lage                                | Mitte des 19. Jahrhunderts         | siebenachsiger Treppengiebelbau, wohl nach der Mitte des 19. Jahrhunderts | weitere Bilder Fotos hochladen |
| Friedhofskreuz                    | Stoppelstraße, auf dem Friedhof Lage                  | 1786                               | Friedhofskreuz, Rotsandstein, bezeichnet 1786 und 1807 | Fotos hochladen                |
| Wegekapelle                       | südlich des Ortes an der L 552; Flur Gottesäcker Lage | 1816                               | Wegekapelle; kleiner Putzbau, bezeichnet 1816; barocker Altarblock, bezeichnet 1769 | Fotos hochladen                |